# Der vermessene Mensch

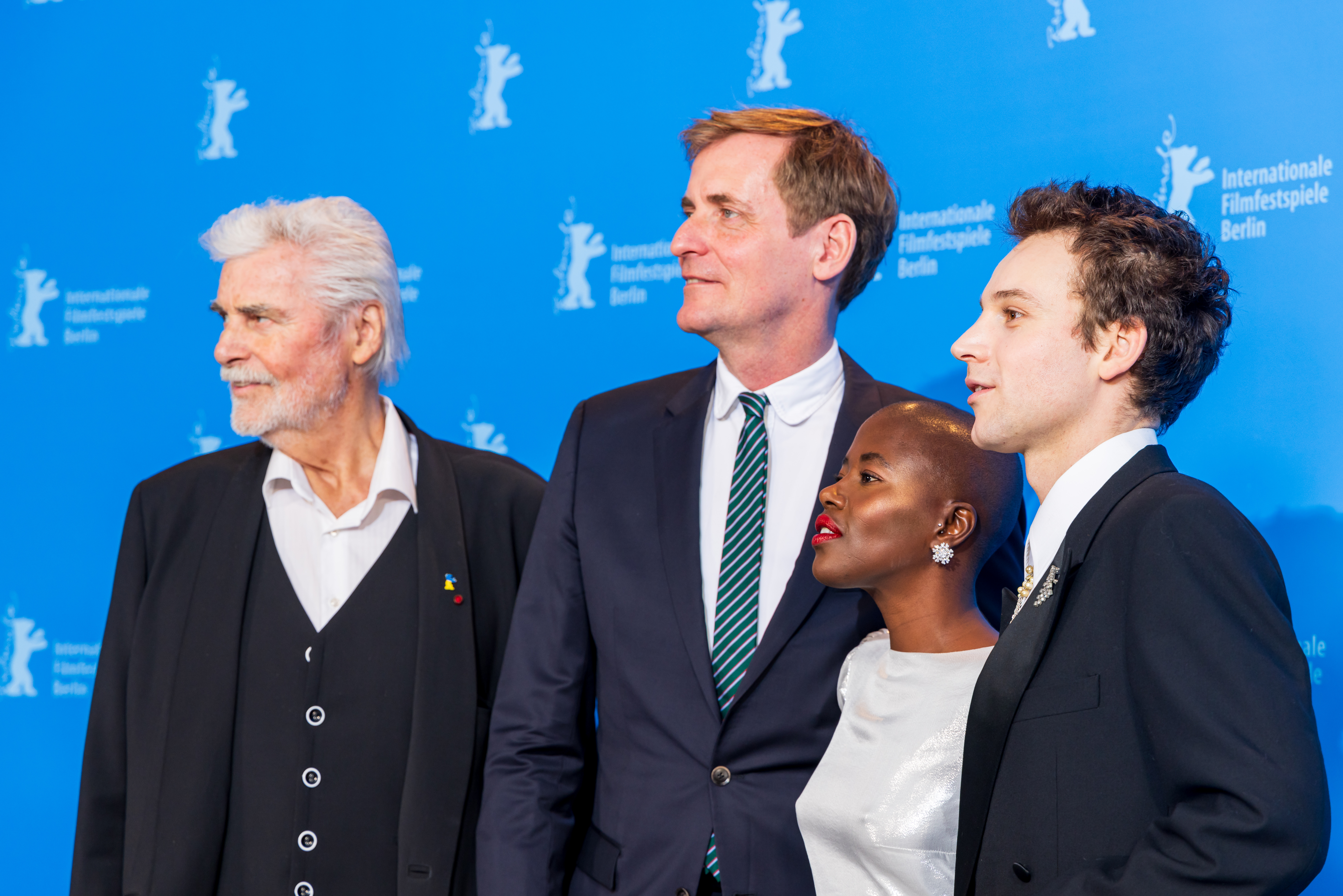
Der Cast des Films auf der Berlinale 2023

Der vermessene Mensch (Arbeitstitel: Ein Platz an der Sonne) ist ein deutscher Spielfilm von Lars Kraume aus dem Jahr 2023, der auf dem Roman Morenga von Uwe Timm basiert. Das Historiendrama erzählt von einem jungen Berliner Ethnologen, der Anfang des 20. Jahrhunderts in der deutschen Kolonie Deutsch-Südwestafrika Zeuge des Völkermords an den Herero und Nama wird. Dabei übertritt er auch die eigenen moralischen Grenzen. Die Hauptrollen übernahmen Girley Jazama und Leonard Scheicher. Der Film feierte im Februar 2023 bei der Berlinale seine Premiere und startete am 23. März 2023 in den deutschen Kinos.

## Handlung
Berlin, Ende des 19. Jahrhunderts: Alexander Hoffmann ist Doktorand im Fach Ethnologie bei Professor Josef Ritter von Waldstätten an der Friedrich-Wilhelms-Universität. Der ehrgeizige junge Mann will in die Fußstapfen seines berühmten Vaters treten und macht im Zuge der Berliner Kolonialausstellung bzw. Völkerschau um 1896 die Bekanntschaft mit einer Delegation von Herero aus Deutsch-Südwestafrika, die im Auftrag des Anführers der Herero, Samuel Maharero, eine Audienz bei Kaiser Wilhelm II. haben, um mit ihm über Sicherheitsvereinbarungen zwischen dem Deutschen Kaiserreich und den Herero und Nama zu verhandeln – ohne Erfolg. Kezia Kambazembi gehört zu dieser Delegation und arbeitet als Dolmetscherin für die Gruppe.
In der Folge entwickelt Hoffmann ein starkes Interesse für afrikanische Völker und für Kambazembi. Er führt Gespräche mit ihr und der Herero-Delegation. In seinen Vorlesungen widerspricht Hoffmann zudem der allgemein vertretenen evolutionistischen Rassentheorie. 1904 führt der Widerstand der Herero und Nama zum Krieg in Deutsch-Südwestafrika. Hoffmann meldet sich daraufhin freiwillig für eine Forschungsreise in die Kolonie. Beschützt von der Schutztruppe für Deutsch-Südwestafrika sammelt er zurückgelassene Artefakte und Kunstgegenstände der Herero und Nama. Insgeheim möchte Hoffmann weitere Beweise für seine These von der Gleichwertigkeit aller Menschen finden und Kambazembi wiedersehen. Vor Ort wird er Zeuge der Kriegsgräuel der deutschen Schutztruppe gegen die einheimische Bevölkerung. Aber auch Hoffmann macht sich moralisch mitschuldig. So willigt er ein, seinem Professor in Berlin Schädel und Skelette von toten Herero für Forschungszwecke zu schicken. Hoffmanns Schädelmessungen ergeben, dass sich die Schädel der Herero und Nama nicht von denen von Europäern unterscheiden. Sein Professor weigert sich jedoch bei einem persönlichen Treffen vor Ort, diese Ergebnisse zu veröffentlichen. Stattdessen schlägt er Hoffmann vor, ältere Schädel aus Gräbern zu vermessen, und bietet ihm im Gegenzug an, ihn bei der Besetzung einer Dozenten-Stelle an der Universität zu berücksichtigen. Hoffmann geht auf dieses Angebot ein und schändet Gräber, um an ältere Schädel zu gelangen. Er besichtigt zum Ende seines Aufenthaltes im Jahre 1906 das Konzentrationslager auf der Haifischinsel, wo er endlich Kambazembi wiederfindet, welche gerade die Haut vom Schädel eines verstorbenen Mithäftlings abschabt, damit dieser nach Deutschland verschickt werden kann. Hoffmann spricht nicht mit ihr, sondern läuft davon.
Der Film endet 1920 mit einer Szene mit Hoffmann als Professor, der seine Studenten Schädel vermessen lässt. Als ihn ein Student auf einen seiner alten Vorträge aufmerksam macht und fragt, warum  er seine Meinung revidiert habe, antwortet Hoffmann: „Ich war jung.“ Anschließend reißt er die Seiten, auf denen sein Vortrag zu lesen war, aus dem Buch, auf das der Student gestoßen ist.

## Drehorte
Der Film wurde in Deutschland, in Namibia (vor allem in Swakopmund) und Südafrika gedreht.

## Veröffentlichung

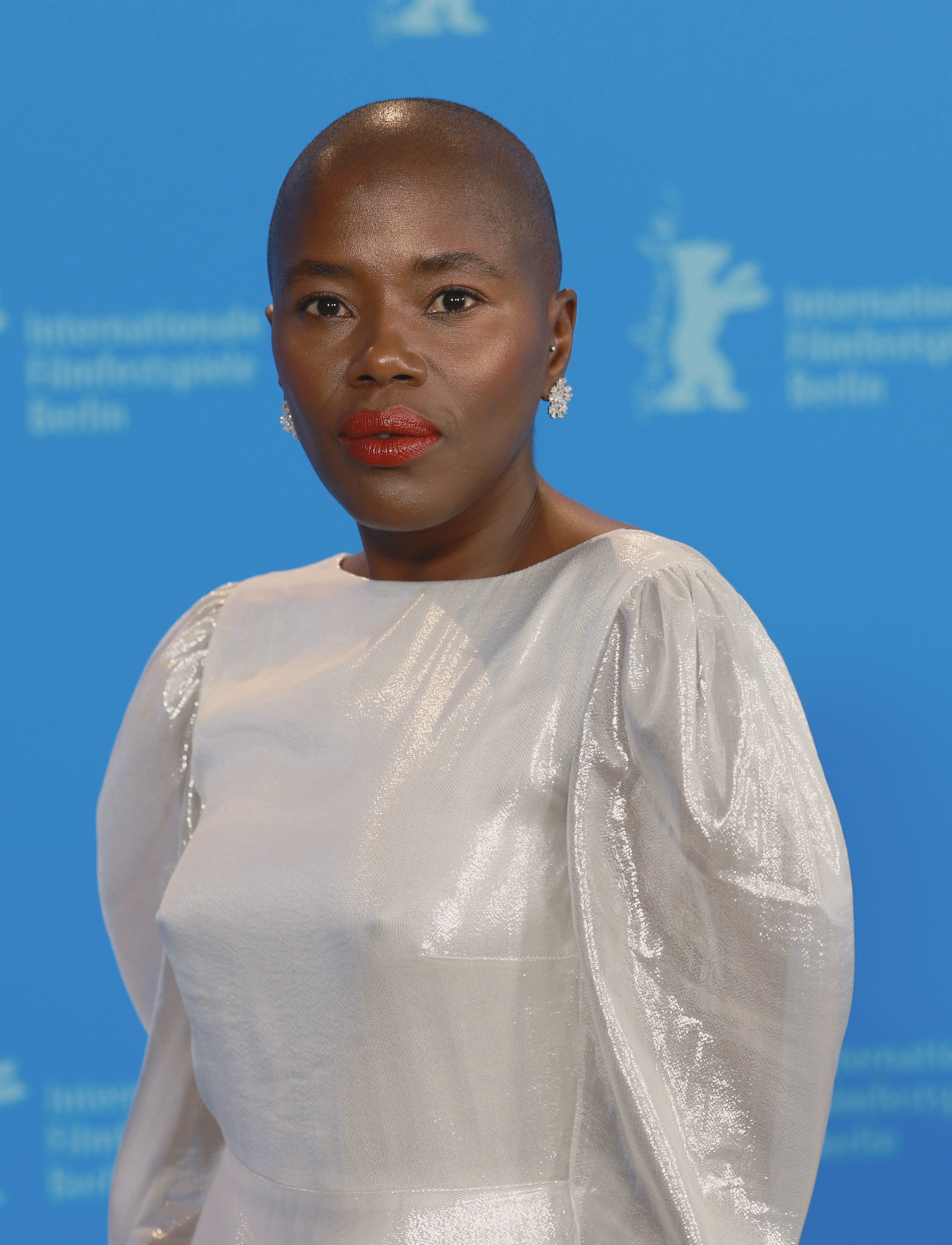
Girley Jazama bei der Berlinale 2023

Der vermessene Mensch wurde in das Programm der 73. Berlinale aufgenommen. Dort wurde das Werk am 22. Februar 2023 im Rahmen der Sektion Berlinale Special außerhalb der Konkurrenz uraufgeführt.
In Deutschland, Österreich und der Deutschschweiz kam der Film am 23. März 2023 regulär in die Kinos.

## Auszeichnungen
- 2023: Deutscher-Filmpreis-Nominierung in der Kategorie Bestes Szenenbild (Sebastian Soukup)
- 2023: Festival des deutschen Films: Preis für die beste Produktionsleitung[3]

## Kritik
Der Verein Schwarze Filmschaffende e.V. kritisiert, dass Der vermessene Mensch die deutschen Kolonialverbrechen „bewusst aus einer reinen Täter*innen-Perspektive“ darstelle und „anti-Schwarze, rassistische Bilder, Tropen, Stereotypen und diskriminierende Erzählformen“ reproduziere. Zudem werde der Genozid am Volk der Nama (unbeabsichtigt) marginalisiert und mit einem kolonialen Blick verfilmt. Herero- und Nama-Charaktere würden weitgehend zu bloßen Statisten degradiert. Andreas Fanizadeh sprach in der taz von einer „groben eurozentristischen Verengung“.
Mathias Brodkorb kritisierte im Mai 2025, dass sich Teile des Films auf nicht belegte wissenschaftliche Behauptungen stützten.